# رسوایی در بلگراویا
«رسوایی در بلگراویا» (انگلیسی: A Scandal in Belgravia) نخستین قسمت از فصل دوم مجموعه جنایی درام بی‌بی‌سی، شرلوک می‌باشد که ماجرای مدرن شرلوک هولمز را دنبال می‌کند و نخستین بار در ۱ ژانویه ۲۰۱۲ در بی‌بی‌سی وان پخش شد. این قسمت توسط یکی از خالقان، استیون موفات نوشته شده و توسط پل مک‌گوگان کارگردانی شده است. این قسمت بر اساس «رسوایی در بوهم» از سر آرتور کانن دویل ساخته شده است.
این قسمت به رویارویی شرلوک هولمز (بندیکت کامبربچ) با آیرین آدلر (لارا پالور) می‌پردازد، یک دامیناتریکس که عکس‌های جنجالی با یک عضو زن از خانواده سلطنتی گرفته است. این عکس‌ها داخل تلفن همراه او ذخیره شده‌اند، همراه با اطلاعات ارزشمندی که او را هدف گروه‌های مختلف سیاسی قرار می‌دهد. شرلوک بیشتر قسمت را صرف نگه‌داشتن این دستگاه از دست دشمنان خود می‌کند و در تلاش است تا رمز عبور آن را کشف کند. علاوه بر ارجاع به داستان کوتاه دویل، عنوان قسمت به بلگریویا، منطقه‌ای از لندن که در نزدیکی محوطه کاخ باکینگهام قرار دارد، اشاره دارد.
پس از پخش این قسمت در بی‌بی‌سی وان، آمار تجمیعی آن در بریتانیا به ۱۰٫۶۶۳ میلیون بیننده رسید. واکنش‌های منتقدان نسبت به این قسمت عمدتاً مثبت بود و آن را به خاطر نویسندگی، بازیگری و کارگردانی ستایش کردند. این قسمت جنجال‌هایی به پا کرد به‌دلیل نمایش شخصیت آیرین آدلر در حالت برهنه؛ کارگردانی با دقت از زوایای دوربین برای جلوگیری از نمایش نواحی جنسی، قبل از ساعت‌های حساس. علاوه بر این، برخی نویسنده قسمت، استیون موفات را به‌دلیل نحوه نمایش شخصیت آیرین آدلر مورد انتقاد قرار دادند.

## داستان
در یک تبادل خطرناک، شرلوک هولمز، جان واتسون و جیم موریارتی توسط تماسی از تلفن موریارتی قطع می‌شوند. موریارتی از صحنه خارج شده و تک تیراندازهای خود را اخراج می‌کند.
شرلوک پس از آنکه جان در وبلاگ خود درباره پرونده‌هایشان می‌نویسد، به یک چهره مشهور تبدیل می‌شود. یک روز آنها به دیدار مایکرافت در کاخ باکینگهام فراخوانده می‌شوند. مایکرافت فاش می‌کند که آیرین آدلر، دامیناتریکس، عکس‌های جنجالی از خود با یک عضو زن از خانواده سلطنتی گرفته است. مقامات قصد دارند تلفن هوشمند آیرین را که حاوی این عکس‌ها است، بازپس گیرند. شرلوک و جان سعی می‌کنند با فریب وارد خانه آیرین شوند، اما او از قبل آنها را پیش‌بینی کرده است. آیرین شرلوک را در حالی ملاقات می‌کند که برهنه است، و این موضوع باعث می‌شود او نتواند چیزی از او استنباط کند. او به شرلوک می‌گوید که قصد ندارد از مشتری خود باج‌گیری کند، اما این عکس‌ها «حفاظت» او هستند.
جان هشدار آتش‌نشانی را فعال می‌کند و این به شرلوک کمک می‌کند تا گاوصندوق پنهان آیرین را پیدا کند. ناگهان چندین مأمور سیا به رهبری نیلسون وارد خانه می‌شوند و از شرلوک می‌خواهند که گاوصندوق را باز کند. شرلوک رمز عبور را حل می‌کند، اما این کار یک تله را فعال می‌کند که باعث مرگ یکی از مأموران می‌شود و به آنها اجازه می‌دهد تا فرار کنند. در هرج و مرج بعدی، چندین مأمور کشته می‌شوند. شرلوک ابتدا تلفن را به دست می‌آورد، اما آیرین او را بی‌هوش می‌کند، تلفن را می‌برد و فرار می‌کند.
در شب کریسمس، شرلوک یک بسته حاوی تلفن آیرین دریافت می‌کند. با توجه به اهمیت تلفن برای او، شرلوک فکر می‌کند که آیرین در حال مرگ است. پلیس یک جسد با صورت آسیب‌دیده پیدا می‌کند که شرلوک آن را به عنوان آیرین شناسایی می‌کند. در شب سال نو، جان به نزد آیرین برده می‌شود که مرگ خود را جعل کرده بود. او به جان می‌گوید که نیاز به بازپس‌گرفتن تلفن دارد، اما از اینکه شرلوک بفهمد او زنده است، خودداری می‌کند. با این حال، شرلوک جان را تعقیب کرده و او را می‌بیند. در بازگشت به خیابان بیکر، تیم نیلسون خانم هادسون را به عنوان گروگان می‌گیرد، اما شرلوک نیلسون را سرکوب کرده و او را از پنجره بیرون می‌اندازد.
ماه‌ها بعد، آیرین در خیابان بیکر ظاهر می‌شود و فاش می‌کند که هنوز تحت تعقیب است. او از شرلوک می‌خواهد که کدی را که از یک عضو وزارت دفاع دزدیده شده است، رمزگشایی کند. شرلوک این کد را به شماره صندلی‌های هواپیما فاش می‌کند و متوجه می‌شود که این کد مربوط به پروازی است که فردا از فرودگاه هیترو می‌رود. آیرین این اطلاعات را به‌طور مخفیانه به موریارتی منتقل می‌کند، که به مایکرافت می‌نالد و می‌گوید که حالا نقشه آنها را می‌داند.
یک مقام دولتی شرلوک را به فرودگاه هیترو می‌برد. مایکرافت تأیید می‌کند که دولت قصد داشت یک هواپیما پر از اجساد ارسال کند تا از هشدار دادن به تروریست‌ها مبنی بر اینکه آنها می‌دانستند که هواپیما قرار است بمب‌گذاری شود، جلوگیری کند، که این به افسانه کانوینگتون شباهت دارد. با این حال، چون شرلوک ناخواسته به آیرین (و به تبع آن موریارتی) کمک کرده بود تا کد را بشکند، این طرح شکست خورد. آیرین ظاهر می‌شود و فهرستی از خواسته‌ها را به مایکرافت می‌دهد، از جمله حفاظت، در ازای محتوای تلفن خود. با این حال، شرلوک رمز عبور تلفن را «SHER» حدس می‌زند، بنابراین صفحه نمایش نوشته «I AM SHER-LOCKED» را نشان می‌دهد. بدون داشتن اهرم فشاری، آیرین برای دریافت حفاظت التماس می‌کند، اما شرلوک و مایکرافت او را رد می‌کنند.
چند ماه بعد، مایکرافت تلفن آیرین را به جان می‌دهد و به او می‌گوید که - هرچند قصد دارد به شرلوک بگوید که او وارد برنامه حفاظت از شاهدان در آمریکا شده است - در واقع او توسط تروریست‌ها کشته شده است. در آپارتمانشان، شرلوک از جان می‌خواهد تلفن آیرین را بدهد و می‌گوید که آخرین پیامکش به او «خداحافظ، آقای هلمز» بوده است، که مرگ او را نشان می‌دهد. پس از رفتن جان، در فلش‌بک نشان داده می‌شود که شرلوک به عنوان جلاد مبدل شده و آیرین را نجات داده بود.